# 세검정로
세검정로(洗劍亭路, Segeomjeong-ro)는 서울특별시 서대문구 홍은동 52에서 종로구 신영동 20-1에 이르는 4차선 도로이다. 도로명은 세검정 인근을 지난다는 점에서 유래하였다.

## 역사
이 도로는 1972년 11월 26일 서울특별시 공고 제268호에 의하여 한양천도 578주년 기념일을 맞아 59개 가로명을 제정할 때의 세검로(洗劍路)의 일부였다. 1981년 10월 22일 세검로는 홍제동 294-2 홍은육교에서 성북구 정릉동 16 길음교에 이르는 폭 20~30 m, 길이 8.75 km의 대로3류 58호로 정해졌다.
1984년 11월 7일 서울특별시 공고 제673호에 의하여 지역성을 감안하여 북악터널을 기준으로 세검정길과 정릉길로 세분되기 이전의 세검로는 홍제동 294-2 홍은초등학교에서 북악터널을 지나 길음교에 이르는 폭 25~30 m, 길이 8.75 km 구간이었다. 세검정길과 정릉길로 구분되면서 북악터널에서 홍제동을 거쳐 홍은동사거리에 이르는 4.9 km 구간은 세검정길로 처음 명명되었으며, 북악터널에서 월암교에 이르는 4.35 km 구간은 정릉길로 명명되었다. 그 후 세검정길은 5.2 km로 연장되었다. 이 길은 서울 서북지역에서 도심을 경유하지 않고 동북지역으로 갈 수 있는 지름길 구실을 하였다.
2010년 4월 22일에 도로명 주소 사업으로 인해 세검정로로 이름이 바뀌었고, 2012년 4월 6일 신영동삼거리에서 북악터널까지의 구간이 평창문화로로 분리되었다.

## 주요 경유지
서울특별시
- 서대문구 (홍은동 - 홍제동)
- 종로구 (홍지동 - 신영동)

## 노선
- 표기한 서울특별시도는 관리용이다.
- 연한 파란색(■): 서울특별시도 제4901호선 구간
- 연한 초록색(■): 서울특별시도 제23호선 및 서울특별시도 제4901호선 중복 구간

| 교차로 · 교량                             | 접속 노선                             | 소재지                                | 소재지                                | 비고                                  |
| 서울특별시도 제4901호선 연희로와 직결     | 서울특별시도 제4901호선 연희로와 직결 | 서울특별시도 제4901호선 연희로와 직결 | 서울특별시도 제4901호선 연희로와 직결 | 서울특별시도 제4901호선 연희로와 직결 |
| ----------------------------------------- | ------------------------------------- | ------------------------------------- | ------------------------------------- | ------------------------------------- |
| 홍은사거리                                | 서울특별시도 제22호선 통일로          | 서대문구                              | 홍은제1동                             |                                       |
| 홍은사거리                                | 서울특별시도 제4901호선 연희로        | 서대문구                              | 홍은제1동                             |                                       |
|                                           | 홍은중앙로                            | 서대문구                              | 홍은제1동                             | 교차로 이름 없음                      |
| 홍제교 (홍제천)                           |                                       | 서대문구                              | 홍제제3동                             |                                       |
|                                           | 세검정로3길                           | 서대문구                              | 홍제제3동                             | 교차로 이름 없음                      |
| 세검정로5길                               |                                       | 서대문구                              | 홍제제3동                             | 교차로 이름 없음                      |
| 인왕시장길                                |                                       | 서대문구                              | 홍제제3동                             | 교차로 이름 없음                      |
|                                           | 문화촌길                              | 서대문구                              | 홍제제3동                             | 교차로 이름 없음                      |
| 세무서길                                  |                                       | 서대문구                              | 홍제제3동                             | 교차로 이름 없음                      |
|                                           | 세검정로3길                           | 서대문구                              | 홍제제3동                             | 교차로 이름 없음                      |
|                                           | 세검정로4길                           | 서대문구                              | 홍제제3동                             | 교차로 이름 없음                      |
| 홍은나들목                                | 서울특별시도 제C3호선 내부순환로      | 서대문구                              | 홍제제3동                             |                                       |
| 서울여자간호대입구                        | 간호대로                              | 서대문구                              | 홍제제3동                             |                                       |
|                                           | 홍지문2길                             | 서대문구                              | 홍제제3동                             | 교차로 이름 없음                      |
| 세검정                                    | 서울특별시도 제23호선 자하문로        | 종로구                                | 부암동                                |                                       |
| 세검정                                    | 홍지문길                              | 종로구                                | 부암동                                |                                       |
| 세검1교 (홍제천)                          |                                       | 종로구                                | 부암동                                |                                       |
| 신영동삼거리                              | 서울특별시도 제23호선 진흥로          | 종로구                                | 부암동                                |                                       |
| 신영동삼거리                              | 서울특별시도 제4901호선 평창문화로    | 종로구                                | 부암동                                |                                       |
| 서울특별시도 제4901호선 평창문화로와 직결 |                                       |                                       |                                       |                                       |

## 부속도로
- ● : 전 구간 해당
- ▲ : 일부 구간 해당
- ✖ : 해당 없음

| 도로명        | 기점          | 종점          | 총연장 (m) | 차량 통행 가능 | 일방통행 | 소재지   | 소재지    |
| ------------- | ------------- | ------------- | ---------- | -------------- | -------- | -------- | --------- |
| 세검정로1길   | 홍은동 48-174 | 홍은동 9-685  | 678        | ●              | ✖        | 서대문구 | 홍은제1동 |
| 세검정로3길   | 홍제동 265-5  | 홍제동 282-11 | 399        | ●              | ▲        | 서대문구 | 홍제제3동 |
| 세검정로4길   | 홍제동 282-12 | 홍제동 산1-1  | 848        | ▲              | ✖        | 서대문구 | 홍제제3동 |
| 세검정로4가길 | 홍제동 6-69   | 홍제동 9-27   | 306        | ▲              | ✖        | 서대문구 | 홍제제3동 |
| 세검정로4나길 | 홍제동 6-30   | 홍제동 5-111  | 176        | ▲              | ✖        | 서대문구 | 홍제제3동 |
| 세검정로4다길 | 홍제동 6-23   | 홍제동 9-27   | 182        | ▲              | ✖        | 서대문구 | 홍제제3동 |
| 세검정로6길   | 홍지동 72-7   | 신영동 176-35 | 587        | ●              | ▲        | 종로구   | 부암동    |
| 세검정로6가길 | 신영동 142-1  | 신영동 150-3  | 144        | ✖              | ✖        | 종로구   | 부암동    |
| 세검정로6나길 | 신영동 142-1  | 신영동 82     | 273        | ✖              | ✖        | 종로구   | 부암동    |
| 세검정로6다길 | 신영동 142-1  | 평창동 1      | 423        | ▲              | ✖        | 종로구   | 부암동    |
| 세검정로6라길 | 신영동 142-1  | 신영동 71-1   | 190        | ▲              | ✖        | 종로구   | 부암동    |
| 세검정로7길   | 신영동 176-35 | 신영동 240-1  | 375        | ▲              | ✖        | 종로구   | 부암동    |
| 세검정로7가길 | 신영동 176-48 | 신영동 179-21 | 230        | ●              | ✖        | 종로구   | 부암동    |
| 세검정로7나길 | 신영동 218-5  | 신영동 214-61 | 457        | ●              | ✖        | 종로구   | 부암동    |
| 세검정로9길   | 신영동 42-1   | 구기동 56-26  | 518        | ●              | ●        | 종로구   | 부암동    |
| 세검정로9길   | 신영동 42-1   | 구기동 56-26  | 518        | ●              | ●        | 종로구   | 평창동    |

## 주요 건물 및 시설
- 우리은행 홍제동지점 (서울특별시 서대문구 세검정로 36)
- 대한예수교장로회 문화촌제일교회 (서울특별시 서대문구 세검정로 104)
- 서울홍은초등학교 (서울특별시 서대문구 세검정로 105)
- 서울종로경찰서 세검정파출소 (서울특별시 종로구 세검정로 226)
- 대한불교조계종 소림사 (서울특별시 종로구 세검정로 241-3)
- 세검정 (서울특별시 종로구 세검정로 244)
- 광화문우체국 서울세검정우체국 (서울특별시 종로구 세검정로 258)
- 홍은동새마을금고 제1지점 (서울특별시 서대문구 세검정로1길 81)
- 기독교대한성결교회 홍은교회 (서울특별시 서대문구 세검정로1길 95)
- 서울서대문경찰서 홍은파출소 (서울특별시 서대문구 세검정로1길 112)
- 천주교 서울대교구 홍은동성당 (서울특별시 서대문구 세검정로1길 129)
- 홍제제3동주민센터 (서울특별시 서대문구 세검정로4길 32)
- 인왕중학교 (서울특별시 서대문구 세검정로4길 69)
- 대한예수교장로회 문화촌동성교회 (서울특별시 서대문구 세검정로4가길 1)
- 천주교 서울대교구 세검정성당 (서울특별시 종로구 세검정로6길 38)
- 서울세검정초등학교 (서울특별시 종로구 세검정로9길 1)
- 대한예수교장로회 세검정중앙교회 (서울특별시 종로구 세검정로9길 65)
- 기독교대한감리회 구기동교회 (서울특별시 종로구 세검정로9길 93)